# Ў
Ў (minuskule ў) je písmeno cyrilice. Ze slovanských jazyků se vyskytuje pouze v běloruské azbuce, kde zachycuje hlásku, která je v polštině zapisována písmenem ł a v angličtině písmenem w.
Písmeno se dále vyskytuje v azbukách karačské balkarštiny, chantyjštiny, mansijštiny a itelmenštiny.